# 洛伊馬

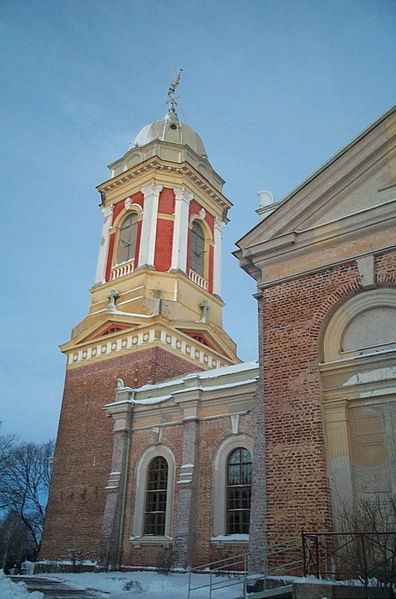
坎塔洛伊马教堂

洛伊馬（芬蘭語：Loimaa）是芬蘭的市鎮，位於該國南部，距離圖爾庫66公里，由西南芬蘭區負責管轄，面積851.93平方公里，2012年人口16,840，其中約99%居民的母語是芬蘭語。

## 外部連結
- Town of Loimaa （页面存档备份，存于） – Official website